# Vilhelm Lilljeborg
Vilhelm Lilljeborg est un zoologiste suédois, né le 6 octobre 1816 à Helsingborg et mort le 24 juillet 1908 à Uppsala.
Il est surtout connu pour son travail sur les cladocères de Suède et sur les Balaenoptera.
Il est membre étranger de la Zoological Society of London en 1865.

## Publications
- Beskrifning af tvenne för Skandinaviens fauna nya däggdjur (1842)
- Bidrag till norra Rysslands och Norges fauna, samlade under en vetenskaplig resa i dessa länder 1848 och 1850
- Zoologisk resa i norra Ryssland och Finnmarken 1849
- Bidrag till den högnordiska hafsfaunan (1850)
- Hafs-crustaceer vid Kullaberg i Skåne (1852)
- Öfversigt af de inom Skandinavien hittills funna arterna af slägtet Gammarus (Fabr. 1853)
- Kullens hafs-mollusker (1851 und 1854)
- Beskrifning öfver tvenne märkliga Crustaceer af ordningen Cladocera (1860)
- En för Sveriges fauna ny fisk Leucaspius delineatus (Heckel) (1871)
- Sveriges och Norges ryggradsdjur (1872–91)
- Supplément au mémoire sur les genres Liriope et Peltogaster
- On the crustacea of the suborder Amphipoda and subfamily Lysianassina, found on the coast af Sweden and Norway
- On two subfossil whales discovered in Sweden
- Bidrag till kännedomen om tandömsningen hos Otaria och Halichærus
- Öfversigt af de inom Skandinavien anträffade hvalartade däggdjur (Cetacea)
- Description of Halcrosia Afzelii, a new Crocodile from Sierra Leona, West-Africa (1867)